# Nueva Libertad, Cintalapa
Nueva Libertad är en ort i Mexiko.   Den ligger i kommunen Cintalapa och delstaten Chiapas, i den sydöstra delen av landet, 600 km sydost om huvudstaden Mexico City. Nueva Libertad ligger 656 meter över havet och antalet invånare är 229.
Terrängen runt Nueva Libertad är platt åt sydost, men åt nordväst är den kuperad. Runt Nueva Libertad är det ganska glesbefolkat, med 26 invånare per kvadratkilometer. Närmaste större samhälle är Mérida, 11,4 km öster om Nueva Libertad. Omgivningarna runt Nueva Libertad är en mosaik av jordbruksmark och naturlig växtlighet.